# Dieter Hillebrand (Sportfunktionär)
Dieter Hillebrand (* 1942) ist ein deutscher Jurist und Ehrenpräsident der Deutschen Eislauf-Union (DEU).
Er ist seit 1972 im Bayerischen Eissport-Verband in verschiedenen Funktionen tätig (Spielgerichtsvorsitzender, Jugendobmann, Eishockey-Obmann, Präsident).
Von 1994 bis 2006 war er Präsident des Deutschen Eissport-Verbandes. Außerdem war er Mitglied in Organisationskomitees bei vier Weltmeisterschaften und vier Europameisterschaften (teils Winter-, teils Sommersportarten).
Von 2006 bis 2022 war er Präsident der Deutschen Eislauf-Union.
Hillebrand wohnt in Berchtesgaden.

## Auszeichnungen
- 2013: Bayerischer Verdienstorden[1]